# Новиков, Евгений Павлович
Евге́ний Па́влович Но́виков (2 декабря 1949, Торез) — советский и украинский тренер по велоспорту. Известен как личный тренер чемпиона мира Виктора Климова, с которым работал на протяжении всей его спортивной карьеры, и тренер донецкой профессиональной велокоманды ISD Continental Team. Заслуженный тренер СССР.

## Биография
Евгений Новиков родился 2 декабря 1949 года в городе Торез Донецкой области Украинской ССР. В молодости сам серьёзно занимался велосипедным спортом, выполнил норматив мастера спорта СССР. Имеет высшее образование, окончил Университет физической культуры имени П. Ф. Лесгафта, после чего работал по специальности тренером по велосипедному спорту.
За долгие годы тренерской работы подготовил многих титулованных спортсменов. Один из самых известных его учеников — заслуженный мастер спорта Виктор Климов, чемпион мира 1985 года в групповой шоссейной гонке, серебряный и бронзовый призёр мировых первенств, участник летних Олимпийских игр 1988 года в Сеуле, многократный победитель «Велогонки Мира» и чемпионатов Советского Союза. За выдающиеся достижения на тренерском поприще удостоен почётных званий «Заслуженный мастер спорта Украины» и «Заслуженный мастер спорта СССР».
Начиная с 2007 года работает тренером в донецком спортивном клубе «ИСД» и профессиональной велокоманде ISD Continental Team.